# ジュディの宝物
| 専門評論家によるレビュー | 専門評論家によるレビュー |
| レビュー・スコア         | レビュー・スコア         |
| 出典                     | 評価                     |
| ------------------------ | ------------------------ |
| Allmusic                 | link                     |

『ジュディの宝物』 (Judith) は1975年にエレクトラ・レコードからステレオレコード(7E-1032)とCD4チャンネル(EQ-1032)版の両方で発売されたアメリカのシンガー＆ソングライター、ジュディ・コリンズの12枚目のスタジオ・アルバム。コリンズは前作 True Stories and Other Dreams のあとはアントニア・ブリコに関するドキュメンタリーの制作に集中していたため、『ジュディの宝物』をレコーディングしたのは3年後だった 。
ビルボードのポップ・アルバム・チャートでは最高17位に達し、『ジュディの宝物』はそれまでのコリンズのアルバムで最も売れたスタジオ・アルバムとなり、50万枚以上の売り上げによって1975年にRIAAによってゴールドディスクに認定されるとともに、1996年には100万枚以上の売り上げによってプラチナディスクに認定された。
コリンズはスティーヴン・ソンドハイムの "Send in the Clowns" のカバーによってグラミー賞の最優秀女性ポップ・ヴォーカル・パフォーマンス賞にノミネートされた。ソンドハイムはコリンズによるこのアルバムでの曲の大衆化のおかげで同年のグラミー賞最優秀楽曲賞を獲得した。シングルは1975年にビルボード・ポップ・シングル・チャートで最高36位に達し、1977年に再度チャートインして19位に到達し、とびとびに27週間チャートに留まった。
アルバムにはスティーヴ・グッドマン、ダニー・オキーフ、ウェンディ・ウォルドマン、ジミー・ウェッブ、ザ・ローリング・ストーンズらの楽曲や、1930年代のスタンダード曲 Brother, Can You Spare a Dime? などとともに、コリンズの自作曲も3曲（"Houses"、"Song for Duke"、"Born to the Breed"）が収録されている。

## 収録曲
1. 「月は無慈悲な夜の女王」"The Moon Is a Harsh Mistress" (ジミー・ウェッブ) – 2:59
2. 「エンジェル・スプレッド・ユア・ウィングス」"Angel Spread Your Wings" (ダニー・オキーフ) – 3:05
3. 「ハウセズ」"Houses" (ジュディ・コリンズ) – 4:32
4. 「ラヴィン・オン・ザ・ゲーム」"The Lovin' of the Game" (パット・ガーヴィー) – 3:03
5. 「ソング・フォー・デューク」"Song for Duke" (コリンズ) – 3:33
6. 「センド・イン・ザ・クラウンズ」"Send in the Clowns" (スティーヴン・ソンドハイム) – 3:57
7. 「地の塩」"Salt of the Earth" (ミック・ジャガー、キース・リチャーズ) – 3:59
8. 「ブラザー・キャン・ユー・スペア・ア・ダイム？」"Brother, Can You Spare a Dime?" (エドガー・イップ・ハーバーグ、ジェイ・ゴーニー) – 3:13
9. 「シティ・オブ・ニューオリンズ」"City of New Orleans" (スティーヴ・グッドマン) – 4:07
10. 「アイル・ビー・シーイング・ユー」"I'll Be Seeing You" (サミー・フェイン、アーヴィン・カホル) – 3:44
11. 「海賊船」"Pirate Ships" (ウェンディ・ウォルドマン) – 2:42
12. 「ボーン・トゥ・ザ・ブリード」"Born to the Breed" (コリンズ) – 4:45

## パーソネル
- ジュディ・コリンズ – ヴォーカル、ギター、ピアノ
- ジョージ・マージ – イングリッシュホルン、フルート、リコーダー
- ビル・スレイピン - アルトフルート
- ロメオ・ペンク – フルート、バスフルート
- エマニュエル・ヴァルディ - ヴィオラ
- ジーン・オルロフ – ヴァイオリン
- ケニー・アスチャー – エレクトリックピアノ
- ヒュー・マクラッケン、デヴィッド・スピノザ、スティーヴ・バー、チャーリー・ブラウン、スティーヴ・グッドマン – ギター
- トニー・レヴィン – ベース
- スティーヴ・ガッド – ドラムス
- ラルフ・マクドナルド – パーカッション
- ケン・ビシェル – ARPシンセサイザー
- エリック・ワイズバーグ – ベース、ギター、スティールギター、ドブロ
- パット・レビヨット、ポール・グリフィン – オルガン、エレクトリックピアノ
- ドン・ブルックス – ハーモニカ
- アーサー・クラーク、シェルドン・パウエル、トニ―・スタッド、フランク・ウェス、ランディ・ブレッカー、ガーネット・ブラウン - ホーン
- スティーヴ・グッドマン、デンヴァー・コリンズ、シシー・ヒューストン、シルヴィア・シェムウェル、ユーニース・ピーターソン、エリック・ワイスバーグ - バックグラウンドヴォーカル
- コーキー・ヘイル – ハーモニカ、ハープ
- ドム・コーツ – アコーディオン
- ジョージ・リッチ – チェロ
- 他にもたくさん

## 制作記録
- アリフ・マーディン – プロデューサー
- ジョナサン・チュニック – 編曲、指揮 ("Houses", "Send in the Clowns" and "I'll Be Seeing You")
- マーディン – 編曲、指揮 (残りの曲)
- フィル・ラモーン – エンジニア
- グレン・バーガー – エンジニア助手
- グレン・クリステンセン – 美術監督
- デヴィッド・ラーカーム、ロン・ウォン – デザイン
- フランチェスコ・スキャヴロ – 写真撮影

## 引用元
- Judith at allmusic.com
- Judy Collins Original Elektra Releases